# Tom Flores
Thomas R. Flores, detto Tom (Sanger, 21 marzo 1937), è un ex giocatore di football americano e allenatore di football americano statunitense.
Flores e Mike Ditka sono le uniche due persone nella storia della National Football League ad aver vinto un campionato come giocatore, uno come assistente allenatore e uno come capo-allenatore. Flores è stato inoltre il primo quarterback titolare ispanico e il primo capo-allenatore appartenente a una minoranza a vincere un Super Bowl. Nel 2021 è stato introdotto nella Pro Football Hall of Fame.

## Carriera da giocatore
Flores si laureò alla University of the Pacific nel 1958 ma non riuscì a trovare un lavoro nel football professionistico. Fu tagliato dai Calgary Stampeders della CFL nel 1958 e poi dai Washington Redskins della National Football League (NFL) nel 1959. Nel 1960 Flores alla fine divenne il quarterback degli Oakland Raiders della American Football League dove iniziò a giocare nella prima stagione della storia della lega. Fu nominato quarterback titolare dei Raiders all'inizio della stagione 1960, diventando il primo quarterback titolare ispanico nella storia del football professionistico.
Flores giocò la sua miglior stagione nel 1966. Anche se completò solo il 49,3% dei suoi passaggi, passò 2.638 yard e 24 touchdown in 14 gare. Oakland lo scambiò coi Buffalo Bills nel 1967. Dopo aver giocato principalmente come riserva, i Bills lo svincolarono nel 1969, dopo di che firmò coi Kansas City Chiefs, doe fu la riserva di Len Dawson nei Chiefs che vinsero il Super Bowl IV. Si ritirò da giocatore dopo la stagione 1970. È uno dei soli dieci giocatori ad aver fatto parte della AFL in tutti i suoi dieci anni di esistenza, di cui è il quinto maggior passatore di tutti i tempi

## Carriera da allenatore
Dopo essere stato assistente allenatore a Buffalo a Oakland (vincendo il Super Bowl XI come assistente di John Madden), Flores divenne il capo-allenatore dei Raiders nel 1979, dopo il ritiro di Madden. Seguì la squadra nel suo trasferimento a Los Angeles nel 1982.
Flores fu il primo allenatore appartenente a una minoranza a vincere Super Bowl, due volte - il Super Bowl XV con gli Oakland Raiders e il Super Bowl XVIII coi Los Angeles Raiders, l'unica vittoria del Super Bowl di una squadra del sud della California nella storia della NFL.
Dopo aver terminato con un record di 5-10 la stagione 1987, Flores si spostò nella dirigenza dei Raiders, posto che lasciò dopo un solo anno per diventare presidente e general manager dei Seattle Seahawks. Ritornò in panchina allenando i Seahawks nel 1992, ma fu licenziato nel 1995 dopo tre stagioni deludenti.
Le sue 83 vittorie sono il secondo massimo della storia dei Raiders, dietro solamente a Madden.

## Palmarès
Giocatore
- Vincitore del Super Bowl IV

Assistente allenatore
- Vincitore del Super Bowl XI

Capo-allenatore
- (2) Vincitore del Super Bowl, (XV, XVIII)
- Pro Football Hall of Fame (classe del 2021)

## Statistiche
Giocatore
| Partite totali      | 106    |
| Partite da titolare | 67     |
| Yard passate        | 11.959 |
| Touchdown           | 93     |
| Intercetti          | 92     |
| Passer rating       | 67,6   |